# Amyzon
Amyzon  war eine antike Stadt in der kleinasiatischen Landschaft Karien. Die Ruinen befinden sich unter dem Namen Mazın Kalesi beim heutigen Dorf Gaffarlar im Bezirk Koçarlı der türkischen Provinz Aydın.
Amyzon lag im Hügelland nordwestlich von Alinda und gehörte laut Strabon zum Einflussbereich Alabandas. In hellenistischer Zeit war die nie sehr bedeutende Stadt nacheinander mit den Ptolemäern, den Seleukiden und Herakleia am Latmos verbündet. Aus dieser Zeit und der römischen Kaiserzeit gibt es einige Münzen Amyzons. Auf ein spätantikes Bistum der Stadt geht das Titularbistum Amyzon der römisch-katholischen Kirche zurück.
An archäologischen Resten sind die Stadtmauer mit bis zu 6 m Höhe und ein Artemistempel außerhalb der Stadt erhalten. Der französische Epigraphiker Louis Robert führte in Amyzon Ausgrabungen durch.